# 가나다정
가나다정 (가나다마치)(일본어: 金田町)은 일본 후쿠오카현 중앙부에 위치했던 다가와군에 속했던 정이다. 2006년 3월 6일호조정과
아카이케정이 신설 합병되어 후쿠치정이 되고 난 후 자치체로서의 가나다정은 소멸했다. 동사무소는 현재, 후쿠치 정사무소 본청이 되고있다.

## 역사
- 1889년 4월 1일 - 정촌제 시행에 의해 간다촌이 성립하였다.
- 1916년 5월 27일 - 가나다정으로 개칭되었다.
- 2006년 3월 6일 - 호조정·아카이케정과 합병해 후쿠치정이 탄생, 자치체는 소멸하였다.

## 교통

### 철도
- 헤이세이 지쿠호 철도 이타 선